# Münzstätte Königsberg
Die Königsberger Münzstätte prägte Münzen für den Deutschen Orden, das Herzogtum Preußen und das Königreich Preußen.

## Geschichte
1261, sechs Jahre nach Gründung der Altstadt, ließ der Deutsche Orden hier Pfennige prägen. 1309 wurde die Münztätigkeit bis 1456 eingestellt, jedoch während der russischen Besetzung Königsbergs (1759–1762) im Siebenjährigen Krieg fortgeführt. Sie endete 1803. Mit fortschreitender Entwicklung des Geldwesens wurden nicht nur Pfennige, sondern auch Schillinge, Groschen, Zwei-, Drei-, Sechs- und Achtzehngröscher, Taler, halbe Taler, Doppel-, Drittel-, Viertel-, Sechstel- und Zwölfteltaler, Silber- und Goldgulden, Dukaten und Gedenkmünzen geprägt. Der Dreigröscher war das Düttchen jener Zeit.
Die von einem Münzmeister geleitete Münzstätte stand nahe beim Königsberger Schlossteich, wo die Münzstraße auf den Münzplatz stieß. Münzherren waren die Hochmeister, dann die Herzöge und Könige Preußens. Die Münzmeister kennzeichneten die Münzen mit ihrer Namensabkürzung, dem Münzmeisterzeichen, bis Friedrich II. (Preußen) allen preußischen Münzstätten Buchstaben als Münzzeichen gab. Die Königsberger Münzen waren an dem Buchstaben E zu erkennen.
Die Tradition des Königsberger Münzwesens wird von Sammlern, Sachverständigen und Händlern in Ausstellungen und Kaufangeboten gepflegt.